# Neivamyrmex emersoni
Neivamyrmex emersoni es una especie de hormiga guerrera del género Neivamyrmex, subfamilia Dorylinae. Esta especie fue descrita científicamente por Wheeler en 1921.